# Straight Line Stitch
Straight Line Stitch est un groupe américain, originaire de Knoxville, dans le Tennessee. Straight Line Stitch s'impose dans un style original s'inspirant du punk hardcore et du death metal, souvent appelé hybrid metal ou brutal metalcore. C'est l'arrivée de la chanteuse Alexis Brown en 2003 qui a fait basculer le groupe et lui fit connaître un certain succès.

## Biographie
Straight Line Stitch est initialement formé en 2000 et publie un EP et un album démo avant le recrutement de la chanteuse Alexis Brown de Clarksville, dans le Tennessee, dans le groupe en 2003. Brown chante sur l'album To Be Godlike (2006), pour lequel ils filment le clip du single Remission. Le réalisateur, Dale Resteghini, dirige la société de production Raging Nation Films ; en 2007, il lance une filiale de Koch Records appelée Raging Nation Records, et Straight Line Stitch devient le premier à y signer. Ils y distribuent leur premier album, When Skies Wash Ashore, en 2008, avec un autre album, The Fight of Our Lives, publié en 2011. The Fight of Our Lives atteint la 5e place du Billboard Heatseekers et 34e au Top Independent Albums. 
Le 26 juillet 2014, au The Dog Days Of Summer Tour, Straight Line Stitch publie son EP éponyme en annonçant un nouvel album.

## Membres

### Membres actuels
- Jason White - basse (?-2013), guitare (depuis 2013)
- Alexis Brown - chant (depuis 2003)
- Darren McClelland - basse (depuis 2013)
- Scott Haynes (depuis 2015)

### Anciens membres
- Edison Vidro - basse
- Jason Pedigo - basse
- Mark Kennedy - basse
- Josh Evans - basse
- Adam Fontana - basse
- Patrick Haynes - batterie (?-2009)
- Seth Thacker - guitare (?-2012)
- Pat Pattison - guitare (?-2010)
- Ryan McBroom - guitare
- Tim Chappell - guitare
- James Davila - chant
- Kevin Smith - chant
- Ian Shuirr - batterie (2005-2007, 2012-2013)
- Kanky Lora - batterie (2009-2012)
- Kris Norris - guitare (2011-2012)
- Jackie Bergjans - guitare (2012-2014)
- Nathan Palmer - guitare (2012)
- Kris Hawkins - guitare (2012)
- Andrew Mikhail - guitare (2012-2013)
- Joey Nichols - batterie (2013)

### Membres live
- Kris Norris - guitare (2010-2011, 2012)

## Discographie

### Albums studio
- 2004 : Everything is Nothing By Itself
- 2006 : To Be Godlike
- 2008 : When Skies Wash Ashore
- 2011 : The Fight of our Lives

### EPs
- 2001 : The Barker
- 2003 : Jägermeister
- 2007 : The Word Made Flesh